# 茨木川
茨木川（いばらきがわ）は、大阪府茨木市を流れる川で安威川の支流。勝尾寺川に合流する部分より上流では、名称は「佐保川」となっている（2000年（平成12年）より名称変更）。

## 地理

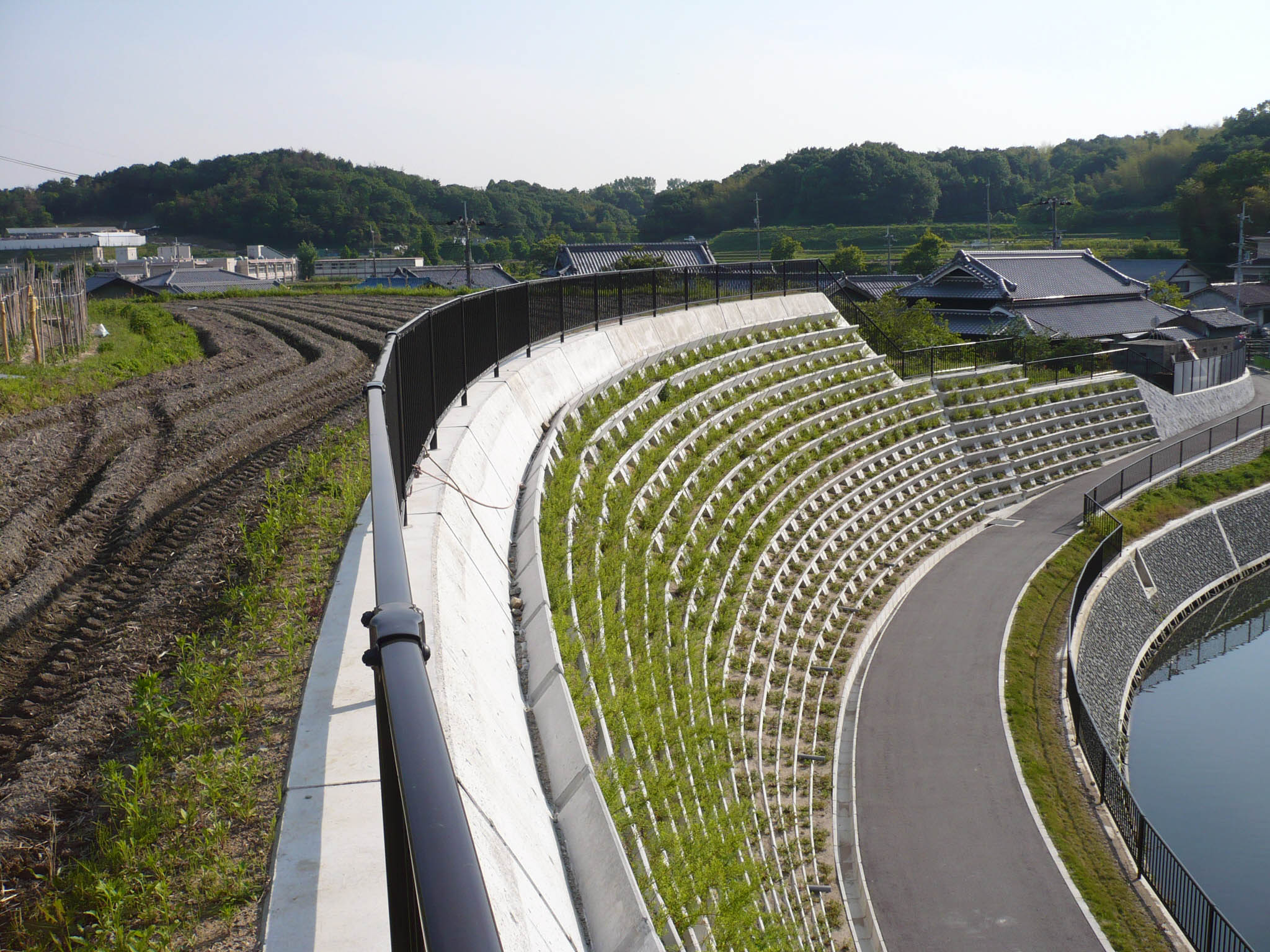
上福井付近を流れる佐保川（茨木川）

茨木市と豊能町の市境の、茨木市でも一番標高の高い山地に源を発する。泉原集落の北から流れる泉原川と上音羽集落の南から流れる佐保川が泉原の南で合流し、佐保の盆地で一級河川・佐保川になる。山間を抜け、福井城のあった上福井集落で平野部に出て、福井集落の南で勝尾寺川と合流して茨木川になる。合流点周辺は、元亀2(1571)年、高槻城の城主和田惟政や茨木城の茨木氏らが、荒木村重に敗れ討ち死にした古戦場（白井河原合戦場跡）である。ここからは堤防も大きく川幅も大きくなり、西河原で安威川に合流する。

## 旧流路
現在は茨木市西河原で安威川に合流するが、昭和以前は安威川に合流せず西河原の手前の三咲町・田中町付近で南に折れ、今の元茨木川緑地の敷地を流れて旧茨木町の市街や茨木神社に接して流れ、摂津市の学園町、鶴野付近（今の摂津高校周辺）で安威川に合流していた。川幅が狭く天井川であり、たびたび氾濫を起こす危険な川だった。

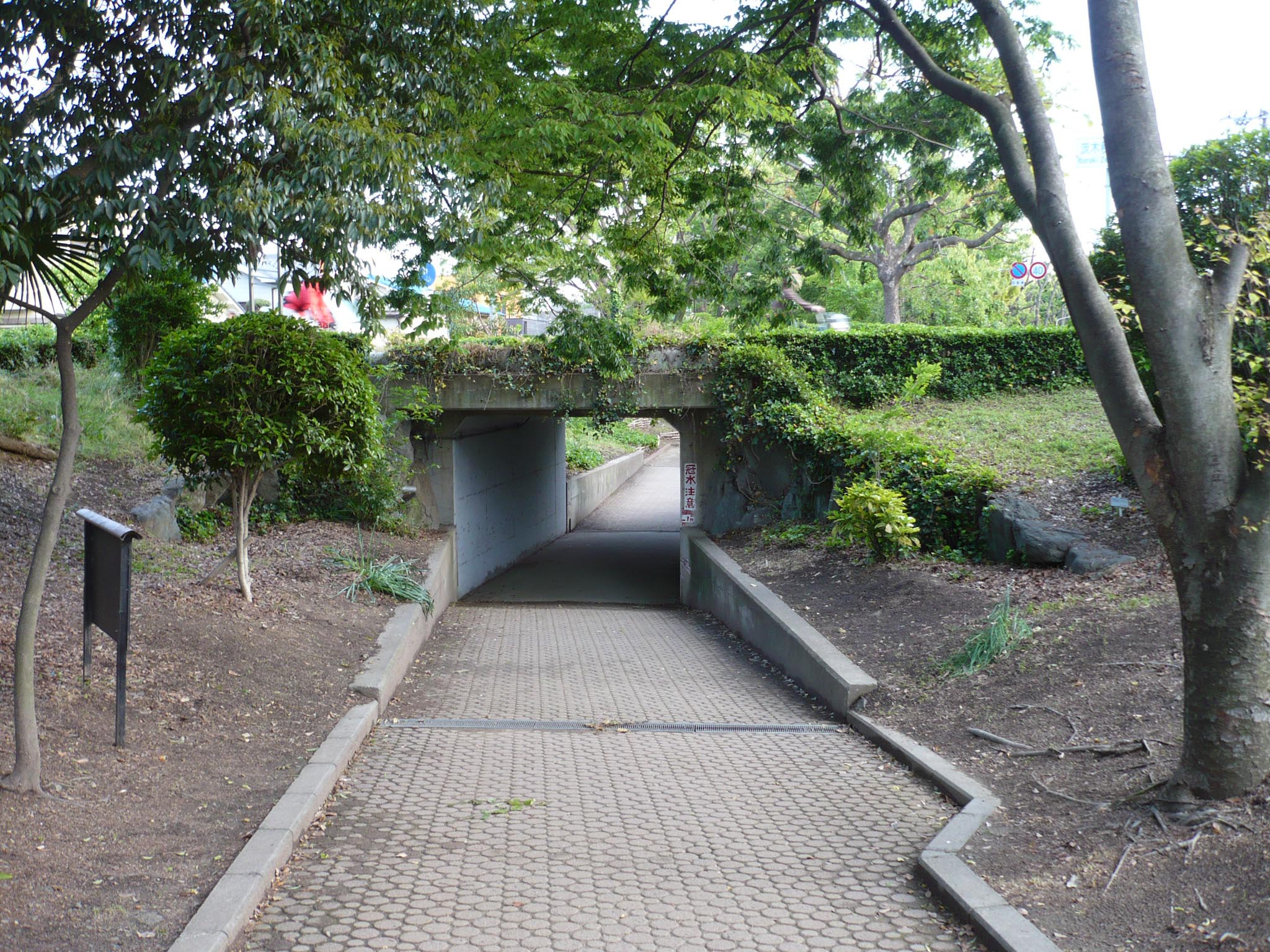
茨木市中心部（茨木小学校付近）の元茨木川緑地

昭和10年（1935年）6月29日に大雨のため茨木川の堤防が決壊し大きな水害が起こり、これを機に川沿いの町村が改修・付け替えを求めて陳情を行った。昭和16年（1941年）、付け替え工事により茨木川は西河原で安威川に合流し、安威川も直線化・拡幅する工事がなされた。現在の西河原公園は、このとき取り残された安威川旧流路の堤や河川敷を公園にしたものである。また昭和24年（1949年）に茨木川の付け替え地点から下流は廃川した。茨木川旧流路は当初ゴミ捨て場となったものの、道路と公園が作られ元茨木川緑地（桜通り）になっている。元茨木川緑地の北端に安威川茨木川合流点の碑がある。
大正2年（1913年）当時の茨木中学校は、真横を流れていた茨木川の水を引いて校内にプールを作り、オリンピックに出場する選手も出すなど水泳の盛んな校風を作った。このプールは、元は在校生とOBが協力して作った手作りプールを起源としている。1978年頃までは、簡素ながら10mと5mの飛び込み台が有り、男子生徒は卒業までの飛び込み成功を目標としていた。また、大阪府下で数少ない50mプールであり、水球や競泳の大会が行われていたが、後に改装されたときに正確に計測すると、50mに数センチ足りなかった事が判明したらしい。
茨木市役所前の元茨木川緑地にかかる「高橋」の欄干の四隅には、かわいいキャラクターにされた茨木童子の像がある。